# Моисей Оптинский
Моисей Оптинский (в миру Тимофей Иванович Путилов; 15 (28) января 1782, Борисоглебск, Ярославская губерния — 16 (29) июня 1862) — схиархимандрит Русской православной церкви, настоятель и старец Оптиной Пустыни.

## Биография
Родился 15 января 1782 года в Борисоглебске Ярославской губернии в семье благочестивого купца Ивана Григорьевича Путилова. Детей Иван Путилов воспитывал строго, сам учил грамоте, чтению, письму.
Когда Тимофею исполнилось восемнадцать лет, его вместе с четырнадцатилетним братом Ионою отправили на службу в Москву к откупщику Карпышеву.
Со своим младшим братом Ионой посетил ряд монастырей и известных старцев. Постепенно окрепло их желание стать монахами.
Начинание своё они положили в Саровской пустыни, застав там великого старца преподобного Серафима.
Затем брат остался в Сарове и впоследствии стал саровским игуменом. Тимофей же поступил послушником в Свенский Успенский монастырь Орловской епархии.
Здесь Тимофей провёл десять лет, здесь был пострижен старцем Афанасием, учеником Паисия Величковского, в монахи, с именем Моисей, в честь преподобного Моисея Мурина.
В 1812 году, из-за нашествия французов, отшельники покинули пустынь, отец Моисей уезжал в Свенск и Белые Берега, а потом опять вернулся в пустынь.
В 1820 году, в возрасте тридцати восьми лет, Моисей проездом побывал в Оптиной пустыни, и был представлен епископу Калужскому Филарету. После переписки и приглашения преподобный Моисей с братом, преподобным Антонием, и ещё двумя монахами прибыли в Оптину пустынь.
В 1822 году, в возрасте сорока лет, был рукоположен в иеромонахи и определён духовником Оптиной пустыни.
Через три года преподобного Моисея избрали настоятелем Оптиной пустыни. С этого же времени начинается духовное возрастание и прославление обители. В годы его настоятельства в Оптиной пустыни зародилось старчество, он пригласил в обитель старца Льва, он же возложил бремя духовного окормления братии на его последователя — преподобного Макария. При нём пришёл в Оптину пустынь послушником в будущем преподобный старец Амвросий.
Собрал он и богатейшую по своему содержанию монастырскую библиотеку.
Скончался 16 (28) июня 1862 года, на 81-м году его земной жизни.

## Канонизация
В 1996 году он был причислен к лику местночтимых святых Оптиной пустыни.
В августе 2000 года прославлен для общецерковного почитания Юбилейным Архиерейским собором Русской православной церкви в Соборе Оптинских старцев.

## Семья
Братья преподобного Моисея Оптинского Иона и Александр также были известными священнослужителями.